# Pablo Ferreiro
Pablo Ferreiro Costas (Lugo, España; 24 de junio de 1998) es un baloncestista profesional español. Se desempeña en la posición de base y actualmente juega en el CB Sant Antoni de la LEB Plata.

## Trayectoria
Es un base formado en las filas del CB Estudiantes Lugo, en la Liga EBA, equipo vinculado al CB Breogán. Más tarde, Ferreiro firmaría por el Club Basquet Coruña.
En verano de 2016, forma parte de la primera plantilla del Leyma Coruña para jugar en la liga LEB Oro. En 2018, el base lucense cumpliría su tercer año de naranja con apenas 20 años de edad.
El 2 de septiembre de 2020, se hace oficial su incorporación al  Oviedo Club Baloncesto de la LEB Oro, tras cuatro temporadas formando parte del conjunto gallego.
En la temporada 2020-21, Ferreiro promedió 1,9 puntos, 1 asistencia y 1,4 rebotes en los 10,5 minutos que disputó de media por encuentro.
El 24 de octubre de 2021, ficha por el Peñas Huesca de la LEB Oro.
En la temporada 2022-23, estuvo sin jugar por motivos personales,
El 15 de enero de 2024, firma por el CB Sant Antoni de la LEB Plata.